# النازحون الفلبينيون
النازحون الفلبينيون هم الاجئون من الأصل الفلبيني. في أعقاب صراع مورو والعملية العسكرية الكبرى اللاحقة في جزر مينداناو أثناء إدارة الرئيس فرديناند ماركوس في السبعينيات، لجأ الآلاف من الفلبينيين بشكل رئيسي من المورو إلى البلدان المجاورة مثل ماليزيا وإندونيسيا وبروناي، مع أغلبية إلى ولاية صباح في ماليزيا.

## أسباب الفرار
على الرغم من الصراع الذي حدث في جنوب الفلبين فإن العديد من الفلبينيين يقررون الفرار بسبب العوامل الاقتصادية متأملين حياة أفضل، كما أن الكثير منهم معارض لفكرة العودة إلى وطنهم المتمزق بسبب أعمال العنف والاختطاف.

## البلدان المضيفة

### ماليزيا
منذ السبعينيات، هاجر الآلف اللاجئين الفلبينيين إلى ولاية صباح. بما أن ماليزيا ليست من الموقعين على اتفاقية الأمم المتحدة للاجئين لعام 1951، فقد أكدت الدولة أن الأجانب الذين وصلوا حديثًا هم مهاجرون غير شرعيين وليسوا لاجئين. مُنح اللاجئون الفلبينيون منذ فترة طويلة إذنًا خاصًا بالبقاء على الرغم من الوصول المحدود إلى الوظائف الحكومية والخدمات الاجتماعية والمرافق العامة.
أنشأت المفوضية العليا لشؤون اللاجئين التابعة للأمم المتحدة مكتبها في الولاية عام 1977، وخصص حوالي 2.7 مليون دولار لإعالة تعليم الأطفال اللاجئين. خصصة معظمها لمنطقة سانداكان. على الرغم من ذلك، يتهم الجانب الفلبيني باستمرار الجانب الماليزي وخاصة سلطات صباح بإيذاء اللاجئين بفصل رجال الأعمال في صباح العمال المهاجرين.
بلغ إجمالي عدد اللاجئين الفلبينيين 20,367 فقط في الربع الأول من عام 1970. وبحلول عام 1978، ارتفع العدد إلى أكثر من 92,000 لاجئ،، يصل التقدير الغير رسمي إلى 140,000. ارتفع عدد اللاجئين إلى أكثر من 350,000 في عام 1989. وبما أنه لم تكن توجد علامة محددة على توقف الصراع بشكل دائم، استمر تدفق اللاجئين الفلبينيين حتى بعد اتفاقية السلام مع الجبهة الوطنية لتحرير مورو في عام 1976.
بعد قرار الحكومة بإصدار تأشيرات الإقامة وبطاقة خاصة تعرف باسم IMM13 للاجئين، أغلقت المفوضية مكتبها في عام 1987 بعد أن عملت لمدة 10 سنوات. حتى هذا التاريخ، احتفظ بالمكتب الرئيسي في كوالالمبور.

### إندونيسيا
بما أنه لا يوجد تقدير رسمي لإجمالي اللاجئين الفلبينيين في إندونيسيا، فإن عدد اللاجئين بالتحديد غير معروف. وجدت النتائج الأخيرة في عام 2014 أن هناك ما لا يقل عن 544 لاجئًا فلبينيًا (معظمهم من شعب الباجاو) في جزيرة ديروان، بيراو ريجنسي، كاليمانتان الشرقية. ويعتقد أن وجودهم بدأ منذ عام 2010 مع بعض اللاجئين الذين يدٌعون بأنهم مواطنين ماليزين، على الرغم من العثور عليهم بوثيقة خاصة صادرة من الحكومة الماليزية تنص على أنهم ليسوا مواطنين في ذلك البلد أثناء فحص الهوية من قبل السلطات الإندونيسية. وردًا على هذا التقرير، أمر الرئيس الإندونيسي جوكو ويدودو بإعادتهم إلى الفلبين على الفور، على الرغم من أنه لا يزال غير معروف ما إذا كانت عملية الترحيل قد بدأت. يقال أن نونوكان ريجنسي في شمال كاليمانتان شهد أيضًا وجودًا كبيرًا للاجئين الفلبينيين في أوائل عام 2017.

## المشكلات
قدم مكتب المفوضية السامية للأمم المتحدة لشؤون اللاجئين في ولاية صباح الماليزية المعونة للاجئين لمدة 10 سنوات، ولكن بعد إغلاق المكتب، فإن العديد من اللاجئين أصبحوا يتجولون في صباح وحولها. بعد صدور تقرير من لجنة التحقيق الملكية عن المهاجرين غير الشرعيين في صباح والتي تنص على أن العديد من اللاجئين الفلبينيين حصلوا بشكل غير قانوني على الجنسية الماليزية، بدأت المفوضية في مراقبة الوضع لكن بما أن المفوضية السامية للأمم المتحدة لشؤون اللاجئين لم يعد لها وجود دائم في الولاية ، فإن قدرة المراقبة كانت محدودة.
لم تكن هناك نية للفلبين لإنشاء قنصلية لها في ولاية صباح الماليزية للنظر في رفاهية مواطنيها، كما أُلقي اللوم على الجانب الفلبيني بسبب انتقاده لمعاملة اللاجئين دون بذل جهد لمساعدة وحل مشاكل مواطنيها.
خططت المفوضية السامية للأمم المتحدة لشؤون اللاجئين في ماليزيا مع اليونيسف لدعم المنظمات المحلية غير الحكومية لإجراء ورشة عمل بشأن تسجيل المواليد والتي شملت وكالات حكومية مختلفة؛ مثل إدارة التسجيل الوطنية الماليزية والممارسين القانونيين المحليين وكذلك أصحاب المصلحة المعنيين. وقد سجل أطفال اللاجئين الفلبينيين أيضًا في مركز التعليم البديل االذي أنشأه متطوعون فلبينيون في صباح بالتعاون مع العديد من المنظمات غير الحكومية المحلية.
بحلول عام 2016، في ظل إصلاح إدارة الفلبين برعاية الرئيس رودريغو دوتيرتي، بدأت الحكومة الفلبينية بالتوقيع على اتفاق مع الحكومة الماليزية لإعادة اللاجئين الفلبينيين المتواجدين في صباح تدريجيا. كما أعلن الجانب الفلبيني عن خطته لإنشاء مكتب قنصلي في الولاية إلى جانب إنشاء مدرسة ومستشفى لرعاية مواطنيهم وفقًا لما تم التوصية عليه سابقًا.
أعرب الفلبينيون في الولاية عن أملهم في أن تولي خدمات القنصلية الفلبينية اهتماما أكثر في الوصول لمرافق الاتصالات بشكل أسهل وأفضل وأن تكون مواقف موظفي السفارة أكثر شفافية في جميع المعاملات الرسمية والتي أعربت مرارًا وتكرارًا عن عدم رضاهم عن الطريقة التي أجريت بها البعثات القنصلية بحضور «الوسطاء» والتأخير في تسليم وثائق السفر، وصعوبة الاتصال بالسفارة الفلبينية الرئيسية في كوالاامبور، وفظاظة بعض موظفي السفارة وموظفيها.

## العودة إلى الوطن
ينتقد البعض الحكومة الماليزية بسبب سياستها في التعامل مع اللاجئين؛ والتي تمت مقارنتها بين التعامل مع اللاجئين الفيتناميين واللاجئين الفلبينيين المسلمين التي لا تزال تحتفظ بها البلاد حتى يومنا هذا. في الدفاع عن وجود اللاجئين الفلبينيين، قال غازي شافعي وهو وزير الداخلية في ذلك الوقت:
لن يكون لوجودهم آثار سلبية على السلام والنظام في البلاد لأنهم كانوا يعتزمون العودة في حين أن وجود المهاجرين الفيتناميين قد يكون له عواقب سلبية على البلاد حيث لم يكن لديهم نية للعودة إلى وطنهم بعد الحرب.

غزالي شافعي، وزير الداخلية الماليزي.
تصدر الحكومة الماليزية لمعظم اللاجئين الفلبينيين وثائق IMM13 من خلال إدارة مهاتير محمد، وجنس العديد منهم بشكل مثير للجدل.
لا تزال عملية إعادة اللاجئين الفلبينيين إلى الوطن صعبة بسبب الصراع الدائر في جنوب الفلبين. تعد اتفاقية السلام بين حكومة الفلبين وجبهة مورو الإسلامية للتحرير خطوة نحو تحقيق السلام والاستقرار في جنوب الفلبين. [3] كانت الجبهة ترحب بعودة اللاجئين الفلبينيين من ماليزيا حيث يستعاد السلام تدريجيا في وطنهم. يقوم فريق المراقبة الدولي بقيادة ماليزيا أيضًا بمراقبة وقف إطلاق النار بين الحكومة الفلبينية وجبهة تحرير مورو الإسلامية منذ عام 2010، ويأمل في أن تضع الإدارة الجديدة الجديدة للحكومة الفلبينية حداً لقضايا اللاجئين التي تعصف بالعلاقات الثنائية بين البلدين.
قامت مجموعة مثل جبهة مورو الوطنية للتحرير الوطني بقيادة نور ميسواري بهجمات عنيفة لمعارضة اتفاق السلام بين الجبهة وقوات الحكومة الفلبينية مع أحدث هجوم كبير أسفر عن أزمة مدينة زامبوانغا في أواخر عام 2013.  مما يمثل عقبة مؤكدة في العودة إلى الوطن وأدت إلى موجة جديدة أخرى من اللاجئين.

## إستضافة اللاجئين
يوجد على الأقل خمسة مخيمات للاجئين الفلبينيين في ماليزيا، مثل كيناروت في بابار وتيليبوك في كوتا كينابالو وكامبونج باهاجيا في سانداكان وكامبونج سلامات في سيمبورنا وكامبونغ هدايت في تاواو والتي تحتوي على العديد من السياسيين المحليين من صباح والذين حثوا مراراً على إغلاق المخيمات وإعادة اللاجئين إلى وطنهم حيث أصبحت المخيمات مصدر العديد من الأنشطة الإجرامية التي يرتكبها اللاجئون. في أواخر عام 2016، قدممت حكومة ولاية صباح توصيات إلى الحكومة الفيدرالية الماليزية من خلال اللجنة الرئيسية المعنية بإدارة الأجانب لنقل جميع مخططات توظيف اللاجئين في الولاية إلى مواقع أخرى أكثر ملاءمة من المدن ومناطق التنمية الصناعية.

## الانتقادات الموجهه لمستوطنات اللاجئين
انتقد السكان المحليون مستوطنات اللاجئين الفلبينيين الضخمة بسبب مساهمتها في الارتفاع الكبير للجرائم وتفشيها، مع ولاء اللاجئين تجاه البلد الذي يبحثون عنه فقد استجوبوا عن الجرائم التي لاتتوقف والتي ارتكبتها مجتمعاتهم كما اتهم رجل فلبيني في عام 2017 لدعمه إيديولوجية جماعة أبو سياف الإرهابية.